# 池彬
池彬（约1977年—），河北保定人，中国退役女子跳水运动员。她曾在日本广岛举行的1994年亚洲运动会中获得跳水女子10米跳台金牌。她也曾获得1994年世界游泳锦标赛女子10米跳台银牌。